# Božidar Kunc
Bozidar Kunc (født 18. juli 1903 i Zagreb, Kroatien - død 1. april 1964 i Detroit, Michigan, USA) var en kroatisk komponist, pianist, cellist, sanger og lærer.
Kunc studerede cello, komposition og klaver på Musikkonservatoriet i Zagreb og på Zagreb Universitet. Han underviste i klaver og sang på Musikkonservatoriet i Zagreb (1941-1951). Kunc kom til New York i (1951), hvor han underviste i komposition og klaver privat, og optrådte som koncertpianist med bla. Detroit Symfoniorkester. Kunc har skrevet orkesterværker, koncertmusik, kammermusik, klaverstykker og solostykker for mange instrumenter etc.

## Udvalgte værker
- Idyl - for orkester
- På Nilen - for sopran og orkester
- Violinkoncert i G-mol - for violin og orkester
- 2 Nocturner - for klaver